# Dipartimento di Chinguetti
Il dipartimento di Chinguetti è un dipartimento (moughataa) della regione di Adrar in Mauritania con capoluogo Chinguetti.
Il dipartimento comprende 2 comuni:
- Chinguetti
- Aïn Savra